# Блидні
Бли́дні — село в Україні, у Полонській міській громаді Шепетівського району Хмельницької області.

## Географія
Розташоване за 2 кілометри від міста Полонне, за 1,5 км від автошляху Т 1804. Через село проходить залізниця. Селом протікає річка Крикуха.

## Історія
У 1906 році хутір Полонської волості Новоград-Волинського повіту Волинської губернії. Відстань від повітового міста 56 верст, від волості 6. Дворів 6, мешканців 42.
7 (20) листопада 1917 року, відповідно до Третього Універсалу Української Центральної Ради, увійшло до складу Української Народної Республіки.
12 червня 2020 року, відповідно до розпорядження Кабінету Міністрів України № 727-р «Про визначення адміністративних центрів та затвердження територій територіальних громад Хмельницької області», увійшло до складу Полонської міської територіальної громади.
19 липня 2020 року, в результаті адміністративно-територіальної реформи та ліквідації Полонського району, село увійшло до складу Шепетівського району.

## Населення
Населення станом на 1 січня 2016 року складало 140 осіб.

### Мова
Розподіл населення за рідною мовою за даними перепису 2001 року:
| Мова       | Кількість | Відсоток |
| ---------- | --------- | -------- |
| українська | 173       | 100%     |

## Пам'ятки
У селі є одна з небагатьох на південно-східній Волині збережених козацьких могил часів Визвольної війни 1648—1654 років.
В центрі Блиднів стоїть хрест з іконою Святого Миколая Чудотворця, який вважається покровителем села. Споруджений та освячений у 1997 році

## Транспорт
В Блиднях розташований однойменний зупинний пункт Козятинської дирекції залізничних перевезень Південно-Західної залізниці, де зупиняються приміські електропоїзди Шепетівка-Козятин з можливістю зручної пересадки в Козятині на Вінницю або Київ.

## Свята
День села відзначається 22 травня, у день Святого Миколая Чудотворця.